# Saison 12 des Griffin
Chronologie
Saison 11 Saison 13
La douzième saison de la série d'animation Les Griffin (Family Guy) composée de vingt-et-un épisodes est initialement diffusée aux États-Unis du 29 septembre 2013 au 18 mai 2014 sur le réseau Fox et en simultané sur le réseau Global au Canada. En France elle a été disponible en français sur Netflix du 1er janvier 2015 au 1er janvier 2020, puis, du 1er janvier 2021 au 31 décembre 2021.

## Développement
Dans cette saison, Peter rencontre son jumeau (Le jumeau) ; les Griffin voyagent en Italie (I Griffini) ; Quagmire et Peter forment un groupe folk (En toute philharmonie) ; et comme confirmé par le créateur de la série Seth MacFarlane, Cleveland revient à Quahog avec sa famille, depuis l'annulation de la série The Cleveland Show (Le grand retour de Cleveland B.).
Avant le début de la saison, le coproducteur exécutif Steve Callaghan annonce la mort à venir d'un membre de la famille Griffin et son remplacement par un nouveau personnage. Après de nombreuses rumeurs, Brian meurt dans l'épisode La vie héroïque de Brian après avoir été percuté par une voiture. Cette mort, particulièrement mal accueillie par les fans à tel point qu'une pétition pour le retour de Brian a été mise en ligne, n'est finalement que temporaire et Brian revient à la vie après un retour de Stewie dans le passé, qui modifiera le futur de la série.

## Invités spéciaux
- Pam (Keke Palmer)
- Les muppets
- Rafiki et Simba (Le Roi lion)
- Carrie Underwood
- Dark Vador
- Mario Williams
- Taylor Swift
- Iron Man
- C. J. Spiller
- Kevin McCalister de Maman, j'ai raté l'avion ! (Macaulay Culkin)
- Ariana Grande

Les invités stars de la saison incluent Conan O'Brien, Lea Thompson, Jeff Daniels, Michelle Dockery, Tony Sirico, Yvette Nicole Brown, Gary Cole, Lauren Bacall, Liam Neeson, Bryan Cranston, Peter Dinklage et Adam Levine,,.

## Épisodes
| No. série | No. saison | Titres (France et Québec)                                                 | Titre original                        | Réalisation     | Scénario                          | Date de diffusion (FOX) | Dates de diffusion MCM Télétoon | Code prod. | Audience |
| --- | ---------- | ------------------------------------------------------------------------- | ------------------------------------- | --------------- | --------------------------------- | ----------------------- | ------------------------------- | ---------- | -------- |
| 211 | 1          | Tirez la chasse au trésor J'le trouve, j'le garde!                        | Finders Keepers                       | John Holmquist  | Mike Desilets et Anthony Blasucci | 29 septembre 2013       | 1er janvier 2016 Inconnue       | BACX01     | 5,23     |
| Peter revient de son travail avec une mauvaise haleine. Après que la famille s'est unie pour lui prendre un rendez-vous chez le dentiste, il découvre que l'halitose est due à une crevette restée coincée entre ses dents depuis une semaine. Plus tard, alors que tous sont au restaurant, Peter se rend compte que son set de table cache une carte au trésor mais sa cupidité va entraîner la ville à la recherche du butin. |            |                                                                           |                                       |                 |                                   |                         |                                 |            |          |
| 212 | 2          | Mini-Peter Peter et son parasite                                          | Vestigial Peter                       | Julius Wu       | Brian Scully                      | 6 octobre 2013          | 1er janvier 2016 Inconnue       | BACX02     | 5,20     |
| Les Griffin se préparent pour la messe mais Peter doit acheter une nouvelle chemise. Au cours d'un examen médical, il apprend qu'un jumeau rudimentaire a poussé dans son corps et décide de le nommer Chip. Quand il réalise que Chip est plus aimé que lui, Peter fait tout pour l'expulser. Plus tard alors que le reste de sa famille est absent, Peter se blesse dans les escaliers et Chip, se sentant coupable, le sauve. Chip quitte ensuite la famille pour rejoindre la série The Middle où il remplace Brick. |            |                                                                           |                                       |                 |                                   |                         |                                 |            |          |
| 213 | 3          | Glenn en peine La Quagmire de Quagmire                                    | Quagmire's Quagmire                   | Pete Michels    | Cherry Chevapravatdumrong         | 3 novembre 2013         | 1er janvier 2016 Inconnue       | BACX03     | 4,87     |
| Quagmire achète un nouvel ordinateur mais ce dernier ne semble pas très bien fonctionner. Il fait alors appel à un service de dépannage et une vendeuse nommée Sonja s'occupe de son appareil. Une idylle naît entre eux lorsqu'elle découvre ses goûts particuliers pendant qu'elle répare le PC. Quagmire et Sonja découvrent qu'ils sont sexuellement attirés l'un par l'autre mais les pulsions de Sonja prennent une autre tournure lorsque Quagmire se retrouve séquestré et que Peter, Ida et Joe partent à sa recherche. Après que Joe a arrêté Sonja, Quagmire est forcé d'avouer qu'il a dû coucher avec son père et l'a mise enceinte. Parallèlement, Stewie retrouve son vieil ours en peluche Oscar et commence à jouer avec, négligeant Rupert. Brian profite de l'occasion pour sodomiser sauvagement le jouet, forçant Stewie à agir. Rupert finit par abdiquer en faveur de Stewie tandis qu'Oscar se pend dans le grenier. |            |                                                                           |                                       |                 |                                   |                         |                                 |            |          |
| 214 | 4          | La brute Dans tes dans, Meg                                               | A Fistful of Meg                      | Joe Vaux        | Dominic Bianchi et Joe Vaux       | 10 novembre 2013        | 3 janvier 2016 Inconnue         | AACX22     | 4,18     |
| Il y a un nouvel élève qui est arrivé à l'école. Réputé pour sa brutalité, Mental Mike choisit Meg comme nouvelle cible après qu'une partie de sa sauce tomate a atterri sur sa veste. Les tentatives de Meg ayant toutes échoué, elle se tourne vers Quagmire qui raconte avoir été brutalisé durant son adolescence. Avec l'aide de Quagmire, Meg parvient à détruire Mental Mike. Pendant ce temps, Peter ne cesse de harceler Brian en s'exposant à sa vue complètement nu. Brian qui ne peut le supporter demande de l'aide à Stewie, qui lui conseille alors de lui renvoyer la monnaie de sa pièce. Son plan ne réussit qu'à moitié, Brian se retrouvant dépouillé et frigorifié, terrorisant Peter et Chris et étant pris par erreur pour un rat par Lois. Stewie règle le problème en lui prêtant des vêtements le temps que sa peau repousse. |            |                                                                           |                                       |                 |                                   |                         |                                 |            |          |
| 215 | 5          | Parlo italien Boopa-Dee Bappa-Dee                                         | Bobba Dee Bappa Dee                   | Mike Kim        | Wellesley Wild                    | 17 novembre 2013        | 3 janvier 2016 Inconnue         | BACX04     | 4,43     |
| La famille découvre que les compagnies d'aviation sont en guerre financière. Par conséquent, Lois parvient à convaincre Peter de voyager en Europe en lui faisant croire qu'ils vont visiter un parc aquatique et ne lui révèle la vérité qu'en avion : Elle a en effet pris des tickets pour l'Italie. Dans un premier temps réticent, Peter préfère rester dans la chambre d'hôtel mais change d'avis lorsque Brian l'informe que Lois parle à des Italiens. N'arrivant pas à la reconquérir, Peter y parvient grâce à l'aide de Dean Martin. D'ailleurs, il se plait tellement en Italie qu'il brûle tous les passeports. Stewie en profite alors pour essayer de tuer Chris. Au bout d'un mois, Lois se demande si Peter a eu raison et la famille se rend au Consulat dans l'espoir de redevenir Américaine. Le capharnaüm bureaucratique les fait changer d'avis et c'est en se faisant passer pour des poupées gonflables que les Griffin rentrent chez eux. Alors qu'ils apprécient l'expérience, Meg s'enfuit avec son nouveau petit ami, Super Mario et le frère de celui-ci Luigi. |            |                                                                           |                                       |                 |                                   |                         |                                 |            |          |
| 216 | 6          | Une vie de chien La vie de Brian                                          | Life of Brian                         | Joseph Lee      | Alex Carter                       | 24 novembre 2013        | 3 janvier 2016 Inconnue         | BACX05     | 4,58     |
| Brian et Stewie commettent un nouveau voyage dans le passé au XVIIe siècle. Cette fois, trop de divergences temporelles, notamment en Jamaïque obligent Stewie et Brian à retourner dans le passé et à défaire ce qu'ils ont fait (donner des armes aux Indiens) Stewie se décide alors à démolir sa machine. C'est alors que de retour dans le présent, Brian meurt écrasé par une voiture. Afin de le remplacer, la famille décide d'acheter un nouveau chien, Vinny. Si tous l'acceptent, Stewie a bien du mal à l'accueillir jusqu'à ce que Vinny lui explique qu'il a perdu son précédent propriétaire, faisant alors changer d'avis Stewie. |            |                                                                           |                                       |                 |                                   |                         |                                 |            |          |
| 217 | 7          | Griffin & Quagmire Fausses Notes                                          | Into Harmony's Way                    | Brian Iles      | Julius Sharpe                     | 8 décembre 2013         | 3 janvier 2016 Inconnue         | BACX06     | 5,36     |
| Quagmire demande à habiter provisoirement chez la famille après avoir été au contact d'un travesti. Effrayés par une guêpe, Peter et Quagmire réalisent qu'ils possèdent le même timbre vocal et décident de créer un duo philharmonique.Mort Goldman devient provisoirement leur manager avant d'être remplacé mais la gloire est de courte durée quand Peter commence à devenir obsédé par le côté financier du projet, et prend des décisions qui ne conviennent pas à Glenn. Stressé, celui-ci démissionne du duo. Peter décide de se repentir auprès de sa famille, suivi peu après par Quagmire. L'épisode se finit avec Peter se suicidant dans un bus. |            |                                                                           |                                       |                 |                                   |                         |                                 |            |          |
| 218 | 8          | Le miracle de Noël Un noël de chien                                       | Christmas Guy                         | Greg Colton     | Patrick Meighan                   | 15 décembre 2013        | 3 janvier 2016 Inconnue         | BACX07     | 6,37     |
| La famille regarde une adaptation de "Maman, j'ai raté l'avion" lorsque Lois les entraîne tous vers le centre commercial où ils découvrent que les fêtes de Noël ont été annulées par Carter qui déteste ce genre de manifestations. Peter tente d'aider son beau-père en écrivant une fausse lettre de Noël mais Carter flaire le piège. Lorsque Peter accuse son beau-père de s'être converti au judaïsme ce qui pousse Carter à reconsidérer sa décision. Stewie confesse au Père-Noël que la seule chose qu'il désire vraiment serait que Brian revienne. En dépit du côté sceptique du Père-Noël et des tentatives de Vinny d'usurper l'identité de Brian, Stewie reste inconsolable. Il parvient à se procurer un jouet qui l'emmène dans le passé et réussit, avec l'aide de Vinny, à sauver Brian. Mais ses tentations changent le cours de l'Histoire, car le sauvetage de Brian a annulé la rencontre de Vinny avec la famille. |            |                                                                           |                                       |                 |                                   |                         |                                 |            |          |
| 219 | 9          | Transpalette et érection Un homme et son pénis                            | Peter's Problems                      | Bob Bowen       | Teresa Hsiao                      | 5 janvier 2014          | 3 janvier 2016 Inconnue         | BACX08     | 5,76     |
| Peter obtient une promotion à son travail mais il la perd à la suite d'un accident. Quand il se fait renvoyer, Lois n'a d'autre choix que de trouver un emploi comme assistante d'une épicerie et Peter est alors laissé responsable de la maison. Seulement ces événements ont des conséquences inattendues car Peter se comporte désormais comme un père au foyer et perd son mojo. Après avoir été humilié par sa famille, il décide sur les conseils de sa femme, de consulter le docteur Hartman mais celui-ci ne lui prodigue aucune aide. Lorsque Quagmire et Joe passent le voir, ils lui suggèrent de récupérer son ancien poste, ce qu'il réussit avec succès. Peter annonce alors à Lois qu'elle n'aura plus besoin de travailler et lui prouve son regain d'énergie sexuelle dans le magasin. |            |                                                                           |                                       |                 |                                   |                         |                                 |            |          |
| 220 | 10         | Bonne nuit les petits Contes pour adultes                                 | Grimm Job                             | Joe Vaux        | Alec Sulkin                       | 12 janvier 2014         | 3 janvier 2016 Inconnue         | BACX09     | 5,22     |
| Peter et Lois viennent de célébrer leur anniversaire de mariage quand ils se rendent compte que Stewie a besoin d'attention. Peter lui lit alors trois histoires inspirées des contes des frères Grimm afin de l'aider à s'endormir. - Jack et le haricot magique : Peter interprète un paysan qui va contre l'avis de son épouse vendre sa vache à un troll en échange de haricots magiques. Ce qu'il ignore, c'est que les haricots vont pousser en une nuit et donner naissance à un arbre habité par un géant (Chris). - Le Petit chaperon rouge : Stewie joue le rôle d'une fillette qui se perd dans les bois alors qu'elle désirait apporter une galette et un pot de beurre à sa grand-mère. Elle croise la route du grand méchant loup (Brian). - Cendrillon : Maltraitée par ses deux sœurs aînées, (Meg et Stewie), Lois/Cendrillon est un jour invitée au bal du prince charmant (Peter). Finalement, Peter fait preuve d'une tendresse incroyable quand Stewie s'endort enfin en lui souhaitant une bonne nuit. Il souhaite aussi une bonne nuit à ses deux autres enfants, inconscient qu'Herbert le pédophile se trouve dans la chambre de Chris et que Meg s'est quant à elle pendue. |            |                                                                           |                                       |                 |                                   |                         |                                 |            |          |
| 221 | 11         | Brian est un mauvais père                                                 | Brian's a Bad Father                  | Jerry Langford  | Dan Sheridan                      | 26 janvier 2014         | 3 janvier 2016 Inconnue         | BACX10     | 4,11     |
| Brian retrouve son fils Dylan qui est désormais devenu une star de la télévision. Au lieu de se rapprocher de lui, il intègre l'équipe de tournage de la série de son adolescent et commence à faire des choix qui s'avèrent désastreux. Sur conseil de Stewie et avec son aide, Brian réussit à regagner l'amour de son fils. En parallèle, Peter blesse Quagmire lors d'une partie de chasse. Quagmire qui en a plus qu'assez décide de stopper son amitié avec Peter. Joe, qui doit prendre une décision, décide finalement de passer du temps avec Quagmire car celui-ci l'a toujours aidé dans les moments difficiles. Peter, abattu, songe à se suicider mais Lois le convainc de s'excuser auprès de Quagmire. Peter offre alors à Quagmire de lui tirer dans le bras mais se rétracte, poussant Joe à agir. Quagmire tire ensuite une balle dans la tête de Peter et ce dernier est poussé en chaise roulante, dans un état semi-végétatif par Lois qui se réjouit de sa réconciliation avec ses amis. |            |                                                                           |                                       |                 |                                   |                         |                                 |            |          |
| 222 | 12         | Thelma et Mouise Mal de mère                                              | Mom's the Word                        | John Holmquist  | Ted Jessup                        | 9 mars 2014             | 10 janvier 2016 Inconnue        | BACX11     | 4,56     |
| Peter perd sa mère Thelma et rencontre une amie de celle-ci, Evelyn. La présence de cette dernière gênant ses amis, Peter décide de passer du temps avec elle et lui rend souvent visite à sa maison de retraite. Mais le comportement d'Evelyn l'embarrasse quand elle essaye de l'embrasser. Peter essaye d'en discuter avec Lois, mais celle-ci attribue l'attitude d'Evelyn aux médicaments qu'elle prend. Peter demande à Evelyn d'arrêter de la fréquenter. Il finit par la tuer, après qu'elle lui a avoué qu'il est le premier homme à lui consacrer du temps depuis qu'elle a perdu son mari. Pendant ce temps, Stewie est surpris de devoir y passer un jour et commence à développer des insomnies. Brian essaye en vain de lui conseiller des solutions. Il finit par devenir chanteur, ce que son ami ne supporte pas. |            |                                                                           |                                       |                 |                                   |                         |                                 |            |          |
| 223 | 13         | À la recherche de Dieu Trois actes de Dieu                                | 3 Acts of God                         | Bob Bowen       | Alex Sulkin                       | 16 mars 2014            | 17 janvier 2016 Inconnue        | AACX17     | 4,62     |
| Peter passe la journée avec ses amis et sa famille à un stade. Lorsque les joueurs de l'équipe adverse attribuent leurs succès à Dieu, Peter décide de rencontrer le Seigneur en personne. Après un voyage en Grèce et un autre à Jérusalem, le quatuor arrive au Ciel et Dieu leur propose un marché : Il accepte de faire gagner leur équipe si eux en retour parviennent à faire sourire le coach. Peter éprouve de la difficulté, mais la dureté des traitements auxquels Joe est confronté en tant que handicapé finit par étirer les lèvres de l'entraîneur. Alors que le clan retourne à Quahog, Brian refuse de croire en Dieu après que Peter a exprimé le souhait que Meg disparaisse pour de bon. |            |                                                                           |                                       |                 |                                   |                         |                                 |            |          |
| 224 | 14         | L'héritier de Carter Bon à marier                                         | Fresh Heir                            | Mike Kim        | Steve Callaghan                   | 23 mars 2014            | 10 janvier 2016 Inconnue        | BACX13     | 4,38     |
| Peter refuse de passer du temps avec son fils Chris. Lorsque Carter se casse la jambe, sa femme Babs sollicite l'aide de quelqu'un pour qu'il ne reste pas seul. Chris se portant plus ou moins volontaire, Carter fait de lui son unique héritier. Lorsque Chris refuse d'acquérir les biens de son grand-père, celui-ci est encore plus impressionné. Peter décide de prendre des mesures draconiennes afin de faire changer son fils d'avis : Il commence par s'habiller et par agir comme lui, puis tente en vain une carrière de cascadeur. Quand ses amis remarquent qu'il est épuisé, mais que Chris rendra heureux n'importe quelle personne, Peter décide de divorcer secrètement et de demander Chris en mariage dans le Vermont. Chris accepte afin de le forcer à passer du temps avec lui. Le jour du mariage, Lois interrompt la cérémonie mais Chris révèle qu'il était au courant des intérêts financiers de son père. Ils acceptent de rester père et fils, annulant du même coup le mariage. |            |                                                                           |                                       |                 |                                   |                         |                                 |            |          |
| 225 | 15         | Fumer tue Pas de boucane sans chicane                                     | Secondhand Spoke                      | Julius Wu       | David Wright                      | 30 mars 2014            | 10 janvier 2016 Inconnue        | BACX12     | 4,17     |
| Chris est brutalisé au lycée. Stewie se sent mal en apprenant cela et tente de l'aider. Il y parvient en se cachant dans le sac à dos de son aîné. Grâce à Stewie, les brutes épargnent Chris mais élisent Neil Goldman comme souffre-douleur à sa place. Chris ne l'accepte pas et devient l'élève le plus populaire de son lycée. Stewie veut laisser Chris se débrouiller mais ce dernier le séquestre. C'est lors d'un débat que Stewie révèle la vraie nature de son frère. Stewie pardonne à Chris alors que deux brutes se sont suicidées devant lui. Pendant ce temps, Peter décide de commencer à fumer. Il est contacté par un publicitaire qui désire se servir de lui comme d'un modèle anti-tabac. L'accumulation de nicotine dans le sang de Peter a pour effet de le rendre nerveux et irritable. Peter finit par retrouver son état normal après que le publicitaire l'a démis de ses fonctions. |            |                                                                           |                                       |                 |                                   |                         |                                 |            |          |
| 226 | 16         | La guerre de la banquette Le feu sauvage de l'amitié                      | Herpe the Love Sore                   | Greg Colton     | Andrew Goldberg                   | 6 avril 2014            | 10 janvier 2016 Inconnue        | BACX16     | 4,77     |
| Stewie, en regardant la télévision, voit deux frères mélanger leurs sangs. Il convainc Brian de faire de même, et ce dernier n'émet aucune objection. Mais en se réveillant le lendemain, Stewie attrape un herpès. Brian le défie alors de prouver que c'est lui qui le lui a transmis. Avec l'aide de son frère Chris, lui aussi piégé par Brian, Stewie pirate le compte de son ami. Ce dernier s'excuse et promet de ne plus jamais mentir. Parallèlement à cela, Peter et ses amis découvrent que leurs places habituelles de bar sont occupées par trois hommes baraqués. Ils tentent d'abord de renoncer mais Lois incite Peter à agir. Au dernier moment, Quagmire accepte d'aider Peter et Joe. Finalement, leur mise en scène s'avère bien inutile lorsque les trois hommes révèlent qu'ils partent le lendemain en mission à l'étranger, ce qui fait passer Peter et ses amis pour des abrutis. |            |                                                                           |                                       |                 |                                   |                         |                                 |            |          |
| 227 | 17         | L'homme le plus intéressant du monde L'Homme le plus intéressant au monde | The Most Interesting Man in the World | John Lee        | Tom Devanney                      | 13 avril 2014           | 10 janvier 2016 Inconnue        | BACX14     | 4,39     |
| Lois oblige Peter à passer du temps avec son fils Stewie en l'emmenant au parc mais la venue d'un congrès de clown le conduit à boire quelques bières avec ses amis. Lorsque Peter réalise qu'il devait veiller sur Stewie. Il embarque alors un enfant lui ressemblant mais réalise son erreur beaucoup trop tard. Lorsque Lois découvre la bêtise de Peter, elle le traite d'idiot, blessant ses sentiments. Peu après, Peter se porte volontaire pour un voyage d'affaires à Chicago. Il visite de nombreux endroits et en revient complètement changé. Cependant, sa nouvelle personnalité déplaît à tout le monde et Lois confie à Brian qu'elle préférait quand son mari était un imbécile. Afin de régler le problème, Lois expédie son mari à Tucson où il retourne à son état normal. |            |                                                                           |                                       |                 |                                   |                         |                                 |            |          |
| 228 | 18         | Noir c'est noir En noir et black                                          | Baby Got Black                        | Brian Iles      | Kevin Biggins                     | 27 avril 2014           | 10 janvier 2016 Inconnue        | BACX15     | 4,02     |
| Peter et ses amis participent à un jeu complètement idiot dans lequel ils doivent rester éveillés le plus longtemps possible. Le lendemain, Peter remporte le pari et invite sa famille au restaurant pour célébrer cela. Chris rencontre sa camarade de classe afro-américaine, Pam, dont le père n'est autre que Jérôme. Alors qu'ils s'en vont, Pam, embrasse Chris. Ce dernier la présente ensuite à sa famille comme étant sa petite amie, mais Peter et Lois ne sont pas du tout enchantés et réagissent de manière étrange. Alors que de son côté, Pam n'a plus le droit de voir Chris, les deux patriarches sont obligés d'unir leurs forces afin de retrouver leurs enfants. Lorsque Peter s'en prend très violemment à Chris, Jérôme réalise qu'il se conduit de façon identique envers Pam et change son point de vue. |            |                                                                           |                                       |                 |                                   |                         |                                 |            |          |
| 229 | 19         | Chassez le naturel... Relent de Meg                                       | Meg Stinks                            | Jacob Hair      | Danny Smith                       | 4 mai 2014              | 17 janvier 2016 Inconnue        | BACX17     | 4,40     |
| Lois et Peter accompagnent Meg à la foire du lycée où le principal lui a arrangé une interview.Peter, tiré au sort pour accompagner sa fille, apprécie de plus en plus sa présence. Ils continuent à se lier d'amitié mais Lois insiste pour que Meg soit plus autonome. Pendant ce temps, Brian est attaqué par un putois et n'a plus le droit d'entrer dans la maison. Il retrouve ses instincts canins et la notion de chasse. Stewie le presse de revenir, les effets s'estompant mais seul l'orage finit par le convaincre. |            |                                                                           |                                       |                 |                                   |                         |                                 |            |          |
| 230 | 20         | Scène de ménage Le retour de Cleveland                                    | He's Bla-ack!                         | Steve Robertson | Julius Sharpe                     | 11 mai 2014             | 17 janvier 2016 Inconnue        | BACX19     | 4,16     |
| Cleveland revient s'installer définitivement à Quahog après l'annulation de sa série. Alors qu'il habite de nouveau avec sa famille dans son ancienne maison, il remarque que de nombreux travaux sont à effectuer. Mais lorsque Chris, se prenant pour un catcheur casse un vase sur la tête de Rallo. Donna, en conséquence, lui administre une fessée. Lois, furieuse, se dispute avec elle et elles interdisent formellement à leurs époux d'entretenir leur amitié. Cela tombe très mal car Joe a prévu d'organiser le premier anniversaire de Susie. Chris suggère à Peter qu'il ne doit pas abandonner et Cleveland et Peter forment une équipe pour la course en sac de l'anniversaire de Susie. Lorsque Peter se blesse, Cleveland tente de lui venir en aide. Peter et Cleveland perdent la course, mais leurs femmes acceptent d'être amies pour leur propre sécurité. Ils célèbrent leur réconciliation à la palourde bourrée. |            |                                                                           |                                       |                 |                                   |                         |                                 |            |          |
| 231 | 21         | Stewie file à l'anglaise Lord Stewie                                      | Chap Stewie                           | Joe Vaux        | Artie Johann                      | 18 mai 2014             | 17 janvier 2016 Inconnue        | BACX18     | 3,88     |
| Regardant son programme télévisé préféré en compagnie de Brian, Stewie est interrompu par les inepties de Peter et Chris. Agacé, il remonte le temps dans l'espoir de faire rompre Peter et Lois avant sa conception. Après moult tentatives, il réussit à les séparer. Mais c'est alors qu'il renaît dans une famille Britannique aristocratique. Aux anges dans un premier temps, Stewie déchante quand il remarque que sa nouvelle famille se préoccupe peu de lui, par rapport au personnel domestique. Se souvenant que son père est désormais un professeur à l'Université de Stanford, Stewie parvient à créer une nouvelle machine et réussit à convaincre son double du passé de réconcilier Peter et Lois. De retour dans sa famille, Stewie constate que quelques changements se sont produits comme l'intérêt de Chris pour les films pornographiques. |            |                                                                           |                                       |                 |                                   |                         |                                 |            |          |